# Fenedrin
Fenedrin var ett varunamn för amfetaminpreparat tillverkat av Astra, som var mycket populärt som missbrukspreparat i Sverige under 1950-talet. Under 1940-talet kunde Fenedrin köpas receptfritt på apotek, men receptbelades senare. Medlet blev indraget som läkemedel i Sverige 1 januari 1955, och förekom vid detta tillfälle i form av tabletter om 5 mg respektive 10 mg.